# Choo-Ha
Choo-Ha, Tamcach-Ha and Multun-Ha son tres cenotes cerca del lugar Maya de Cobá en la península mexicana de Yucatán. Los tres cenotes tienen acceso al público. Se puede entrar, nadar o bucear.

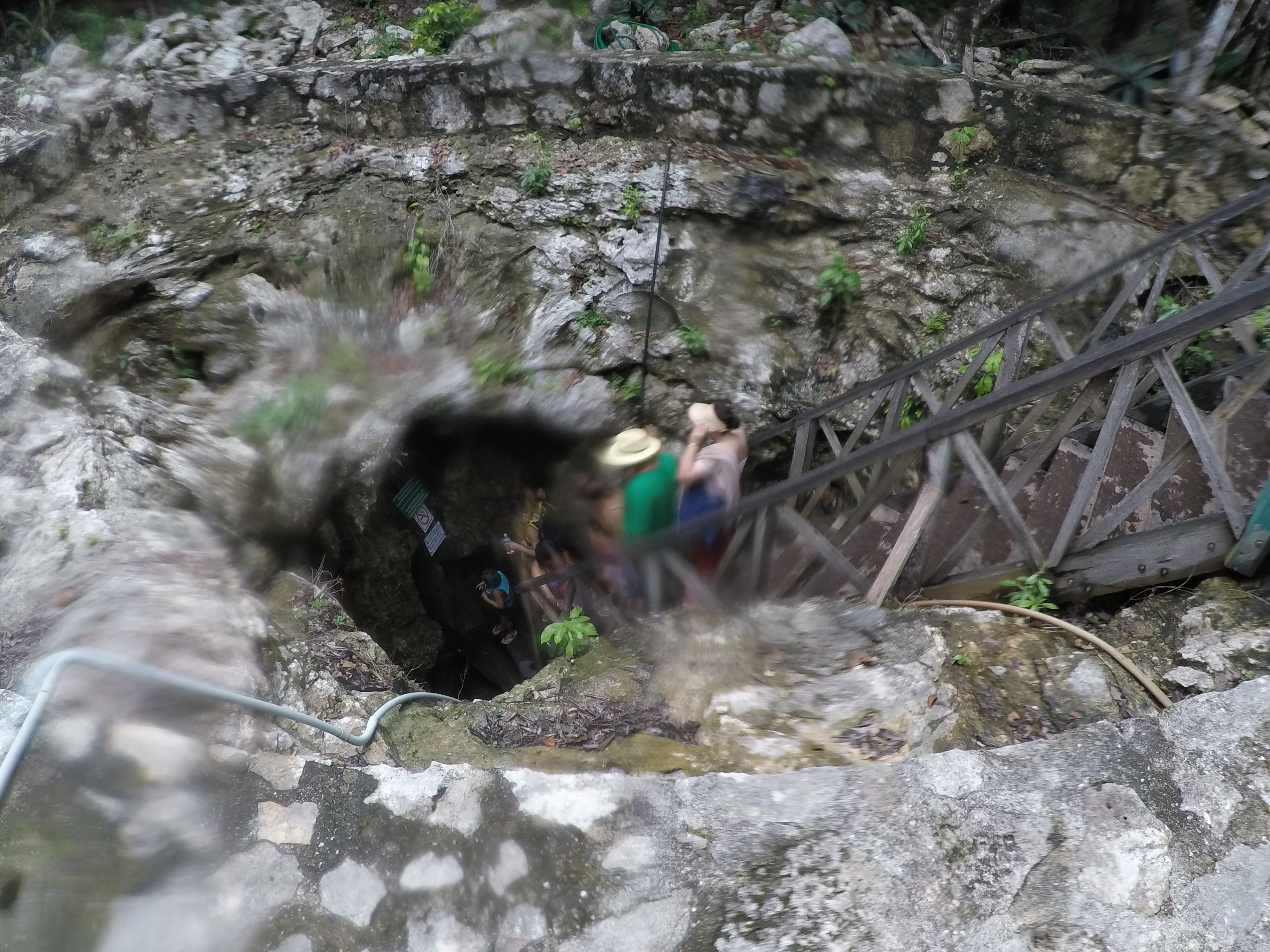
Entrada a Choo-Ha